# Murter
Murter er en ø i Adriaterhavet ud for kysten af Dalmatien i Kroatien, i øgruppen ud for byen Šibenik. Den største landsby på øen hedder også Murter, og ligger  nordligt på øen.
Den lille landsby Betina ligger på nordvestsiden a øen, mens landsbyerne Jezera og Tisno ligger på nordøstsiden. I 2011 havde øen 5.192 indbyggere, mens landsbyen havde et indbyggertal på 2.010. 97,6 % af indbyggerne er kroater. 

## Geografi
Øen ligger i den nordvestlige ende af  øgruppen ud for Šibenik, og kun 20 meter fra fastlandet ved Tisno, hvor det går en 20 meter bred kanal. En 37 meter lang klapbro går over kanalen. Øen har et areal på 18,7 km², og det højeste punkt er Raduč der er  125 meter over havet. 
Den sydvestlige side af øen er stejl med flere vige med sandstrande indimellem. Øen har også flere stenstrande. 

## Historie
Øen har været beboet i næsten 2000 år. En illyrisk-romersk bebyggelse som blev kaldt  Colentum blev grundlagt nær Betina. Dokumenter viser at Murter blev kaldt Villa Magna i 1293, som betyder «stor landsby». I 1200-tallet er der dokumenteret to bebyggelser på øen, Jezera og Veliko selo (nu Murter), og øen blev nævnt i 1318 som Insula Mortari. Betina og Tisno blev  sandsynligvis grundlagt i 1400-tallet da osmanerne gik til angreb på området. Folketallet på øerne voksede da folk flygtede fra tyrkerne.